# 최성조
최성조(1979년 3월 23일 (음력 2월 25일) ~ )는 스포츠 트레이너 겸 배우로 간코치, 간고등어 코치로도 불린다.

## 서적
- 《간고등어 코치 王자를 부탁해》 (2007)
- 《간고등어 코치 S라인 부탁해》 (2007)
- 《간고등어 코치 운동의 정석》 (2013)

## 출연작

### 드라마
- 2008년 SBS 드라마 스페셜《온에어》 ... 오승아의 헬스트레이너 역
- 2009년 MBC 창사 50주년 특별기획 드라마《선덕여왕》 ... 선열 역
- 2010년 SBS 드라마 스페셜 《검사 프린세스》 ... 헬스트레이너 역 (특별출연)
- 2012년 SBS 주말특별기획 드라마 《신사의 품격》 ... 헬스트레이너 역

### 방송
- KBS 《가족오락관》
- MBC 《일밤 차승원의 헬스클럽》
- 올리브 《쥬스 엣 홈》
- KBS2 《출발드림팀 시즌 2》
- MBC 《복불복 시즌 2》
- 올리브 《올리브쇼 2012》
- 올리브 《키친 파이터》
- KBS 《오감만족 세상은 맛있다》
- EBS 《건강한 아침》
- TV조선 《도사와 살아보기》
- 2017년 MBC 《복면가왕》 5월 5일 어린이날 장난감소년 (참가자)